# Балтазар, Апкар
Апкар Балтазар (рум. Apcar Baltazar, а также исп. Abgar Baltazar; 26 февраля 1880, Бухарест — 26 сентября 1909, Бухарест) — румынский художник, график, театральный декоратор, иллюстратор и эссеист армянского происхождения. Представитель таких направлений в искусстве, как символизм и модернизм.

## Жизнь и творчество
Апкар Балтазар родился в семье мелкого торговца. С 1891 по 1896 год он посещал гимназию "Кантемир Водэ" в Бухаресте, где получал высокие оценки на уроках рисования. Затем он учился художественному мастерству, изучал живопись с 1896 и по 1901 год в Национальной школе художеств (ныне - Национальном университете искусств) в Бухаресте. Среди его преподавателей следует назвать художника-портретиста Георге Димитреску Мирея (1852—1934) и историка-исследователя в области культуры Александру Цигара-Самуркаса (1872—1952). После окончания учёбы Апкар Балтазар участвует в деятельности различных художественных групп, таких, как «Tinerimea artistică» (Молодое искусство), участвует в организованной под таким названием выставке в Бухаресте в 1903 году. Художник также выставляет свои работы в бухарестском Атенеуме в 1907 году. Занимался помимо этого журналистикой, писал критические статьи в области культуры для бухарестских журналов Viaţa romanească («Румынская жизнь»), Convorbiri literare («Литературные беседы») и Voinţa naţională. Занимался также дизайном и оформительскими работами. Выполнял заказы румынского министерства по делам религии. В 1909 году был направлен министерством в монастырь Хорезу с целью изучения состояния находящихся там произведений искусства и составления отчёта для "Бюллетеня комиссии по историческим памятникам". После окончания этих работ художник планировал поездку в Париж для изучения новых методов реставрации, однако неожиданно скончался вследствие острой сердечной недостаточности.

## Память
В 1980 году, к столетнему юбилею со для рождения художника Румынский национальный музей искусств организует всеобъемлющую выставку его работ под названием «Апкар Балтазар (1880—1909)» (Apcar Baltazar (1880—1909)), к которой также был издан каталог его работ.

## Галерея

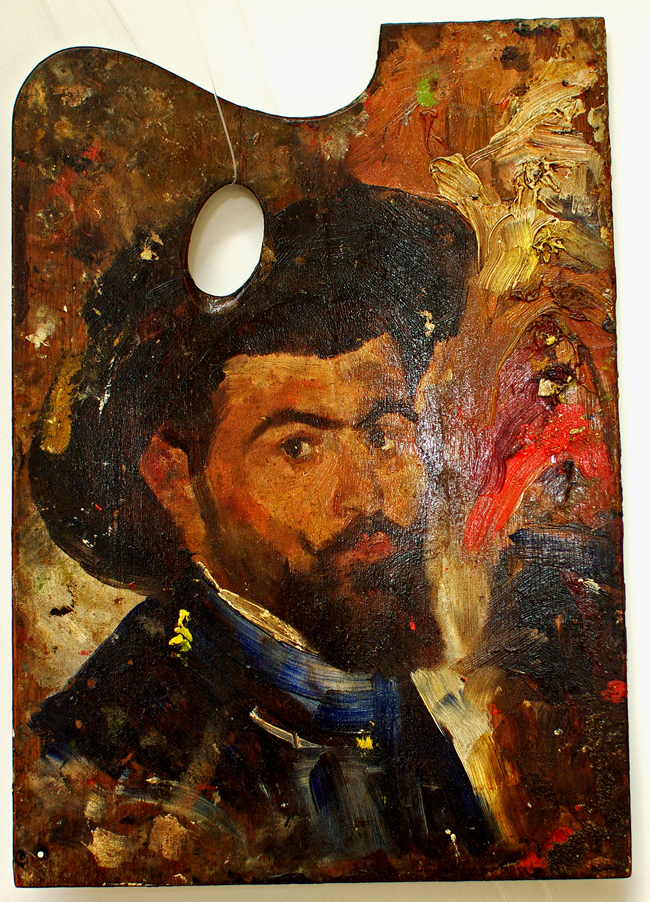
Автопортрет
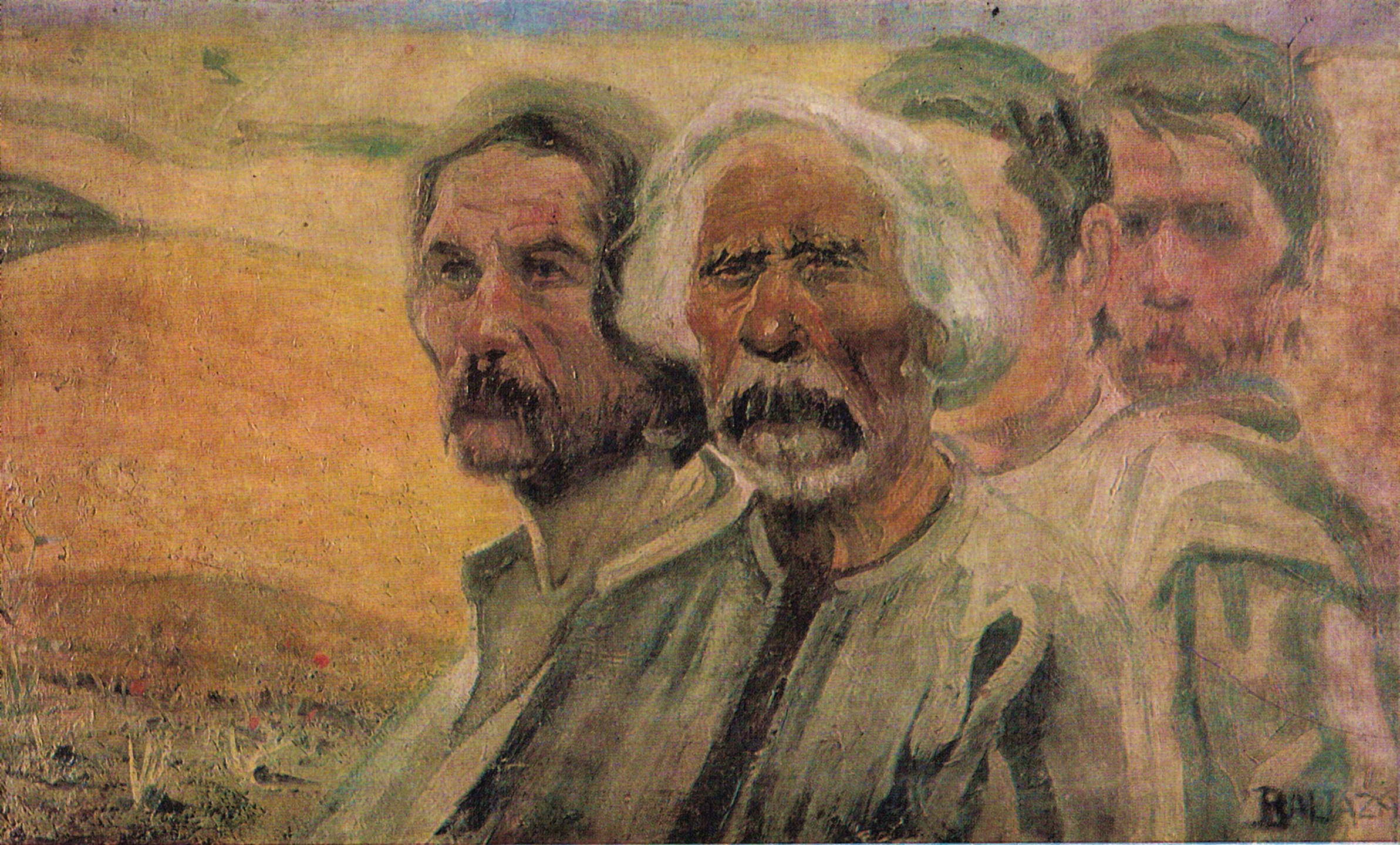
Крестьяне
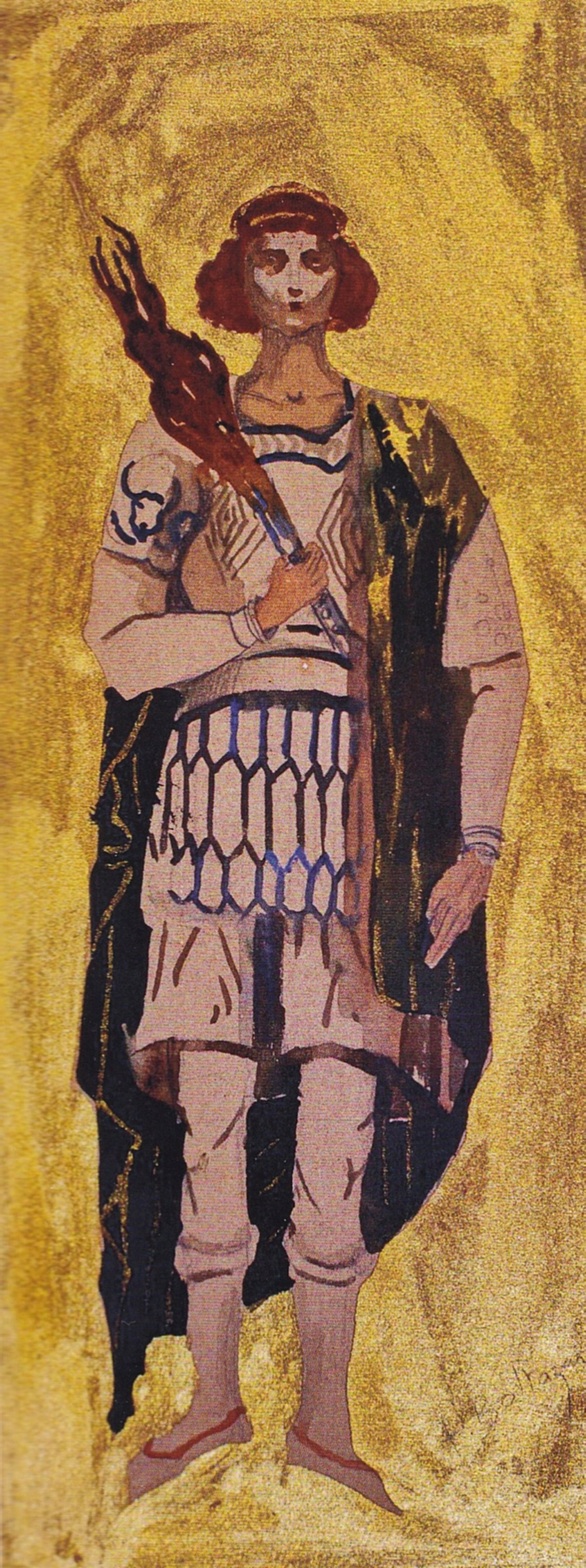
Фэт-Фрумос
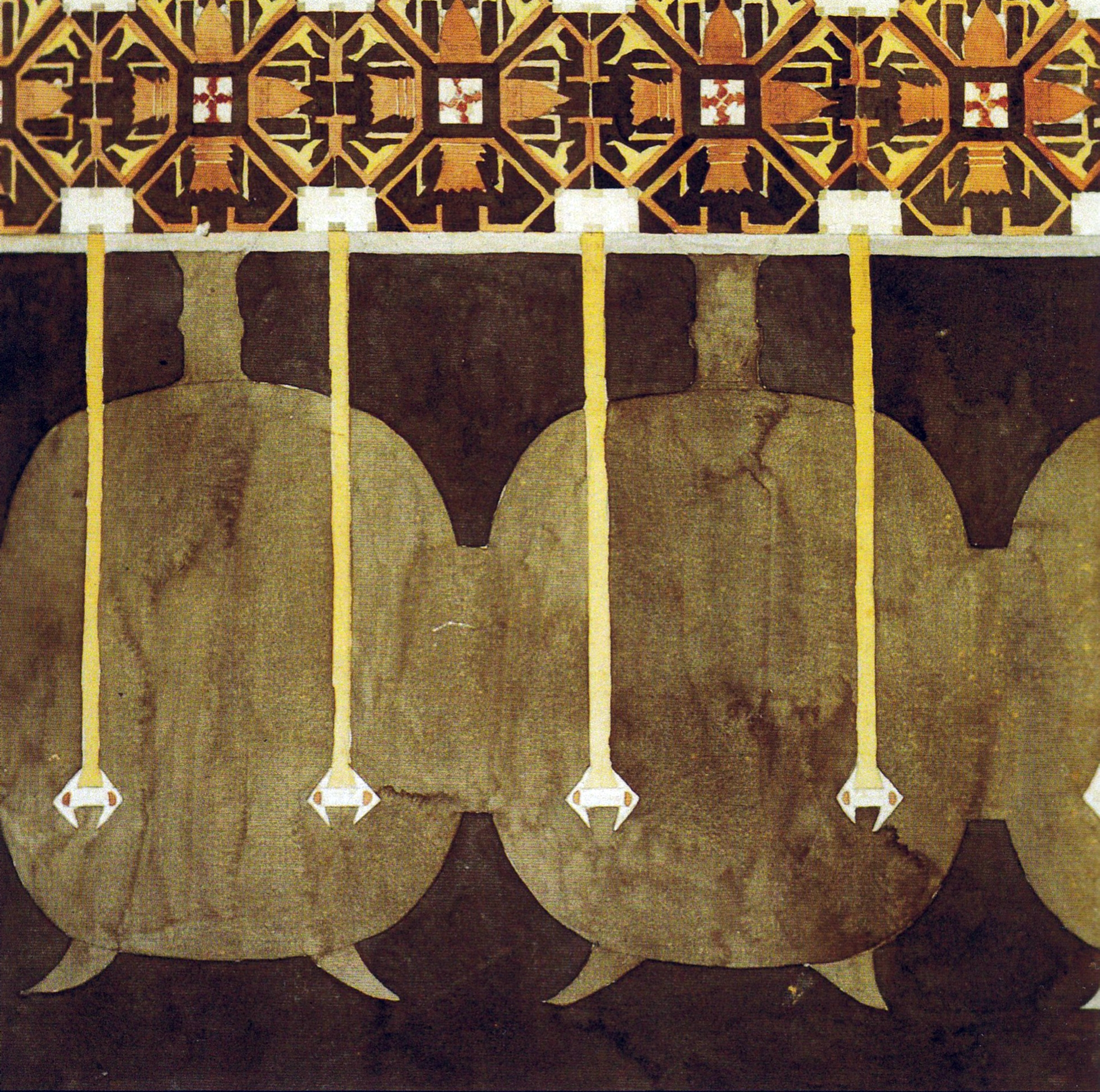
Деталь художественного оформления
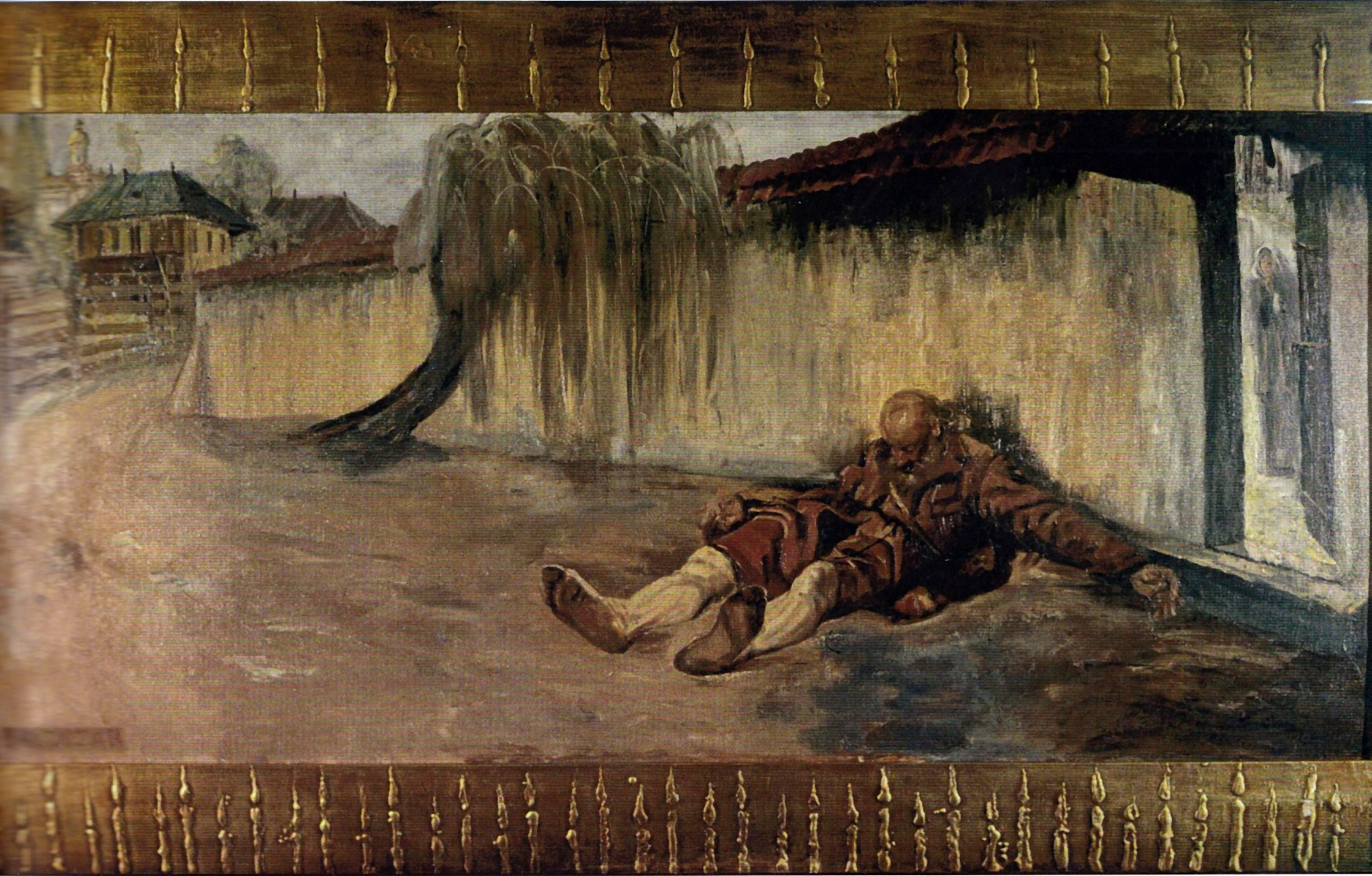
Его смерть при свечах
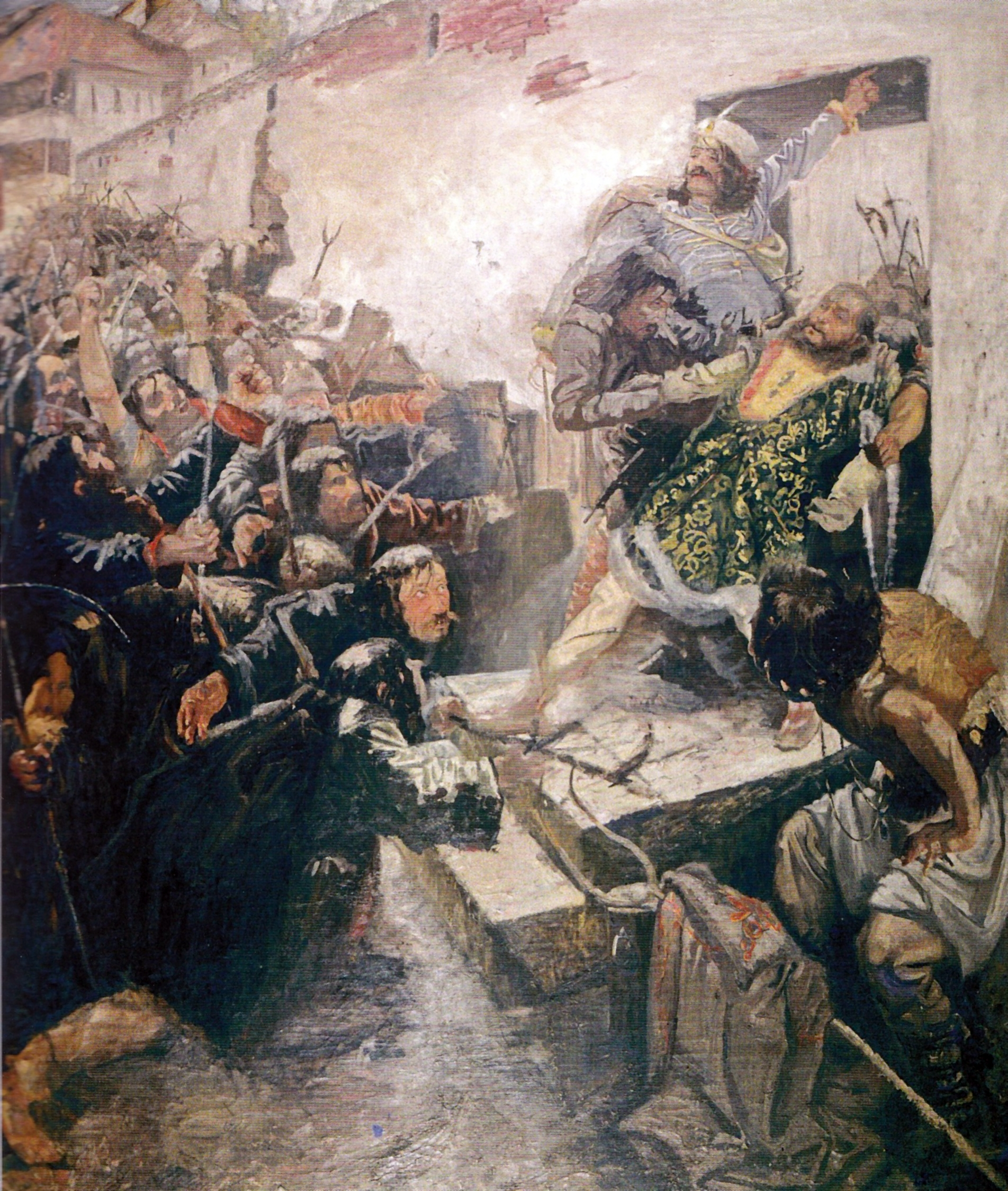
Хотим голову Моцока!
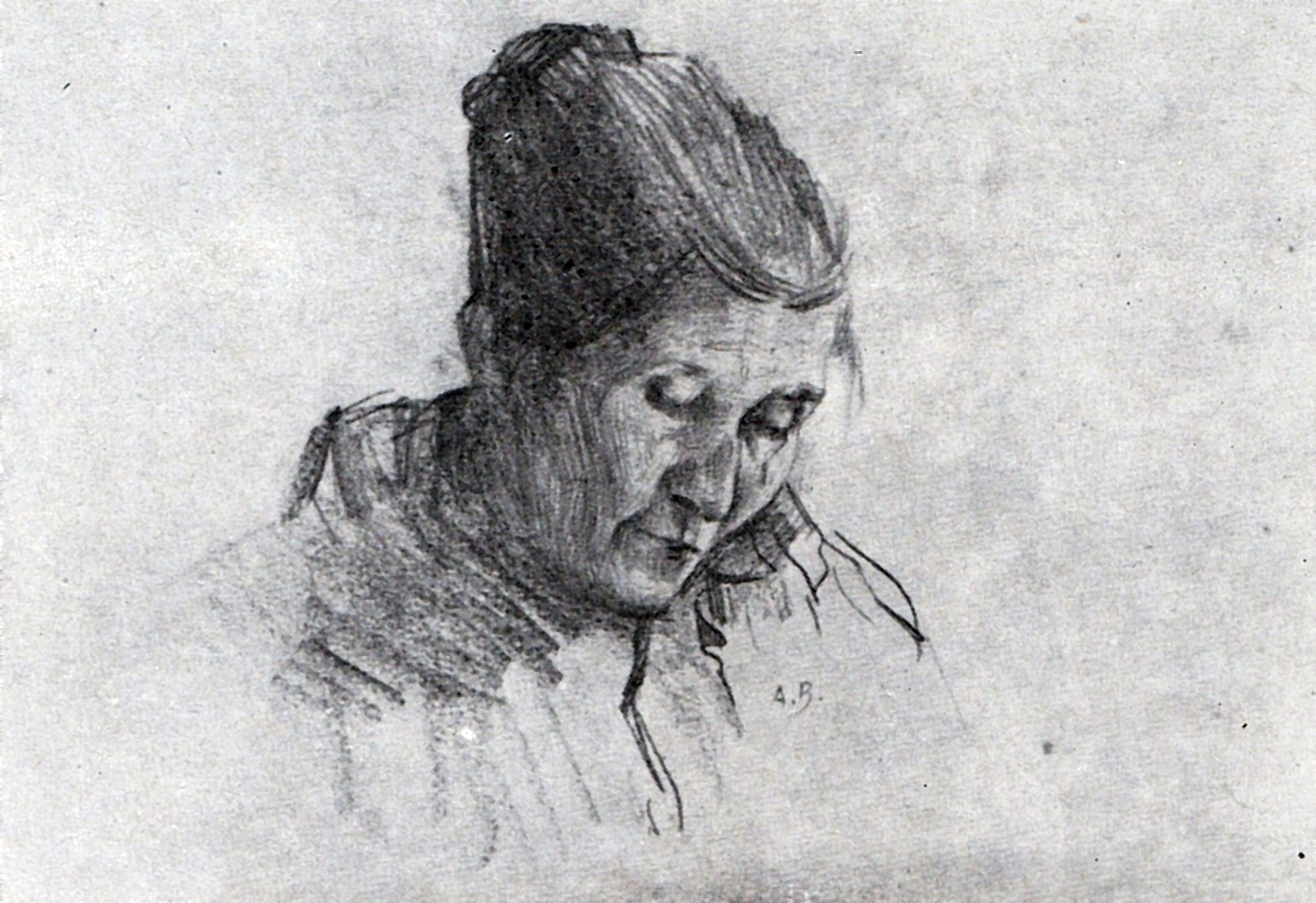
Мама
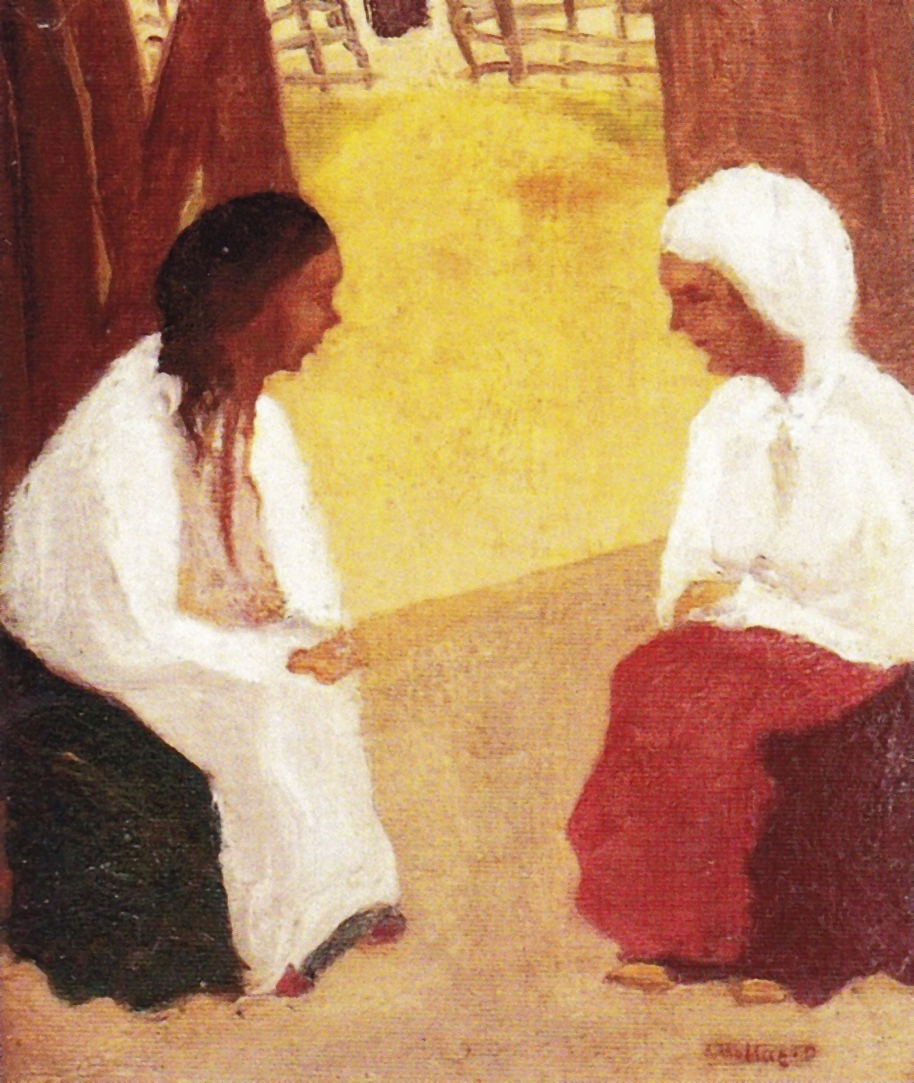
Разговор
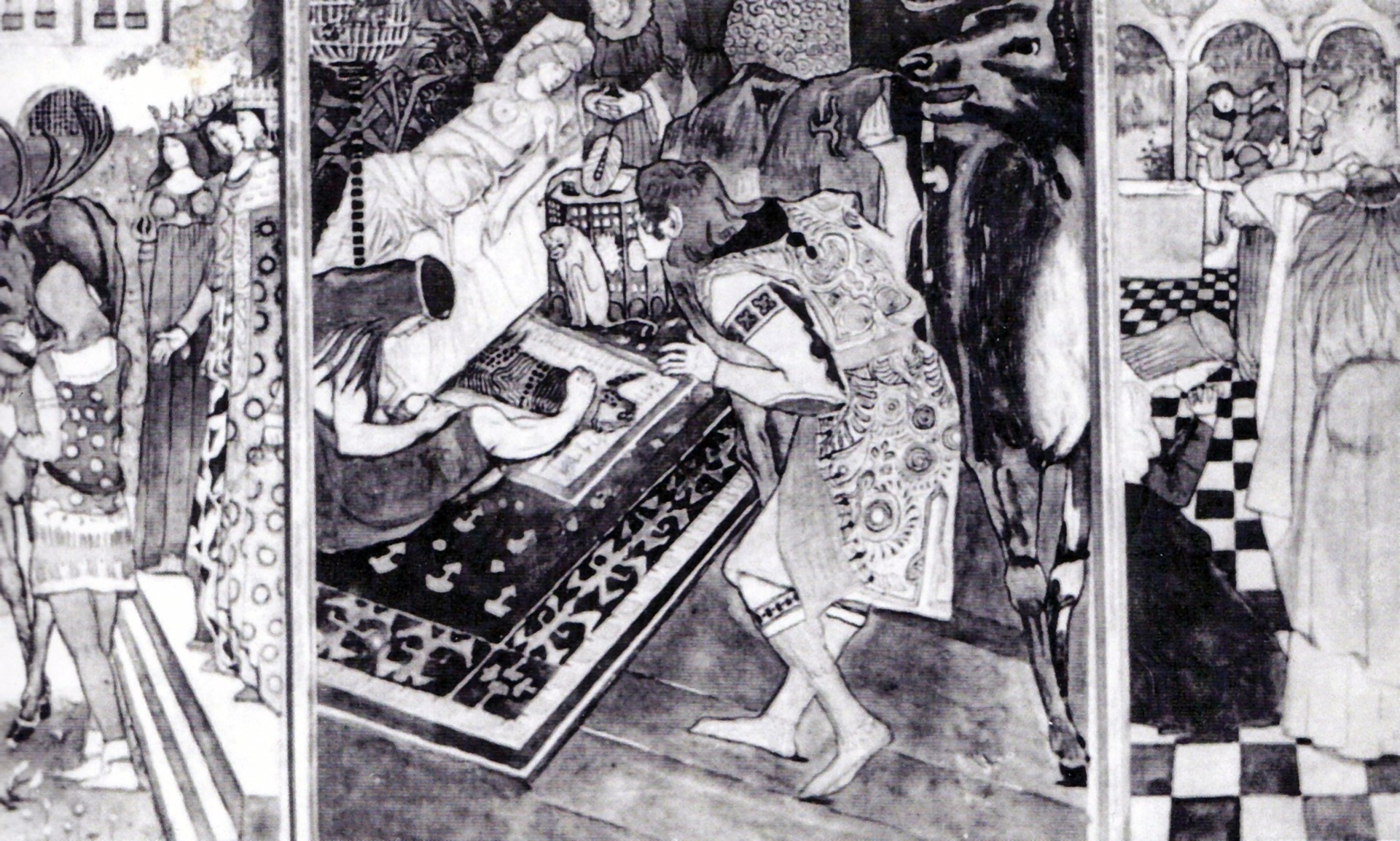
Золотой олень (триптих)
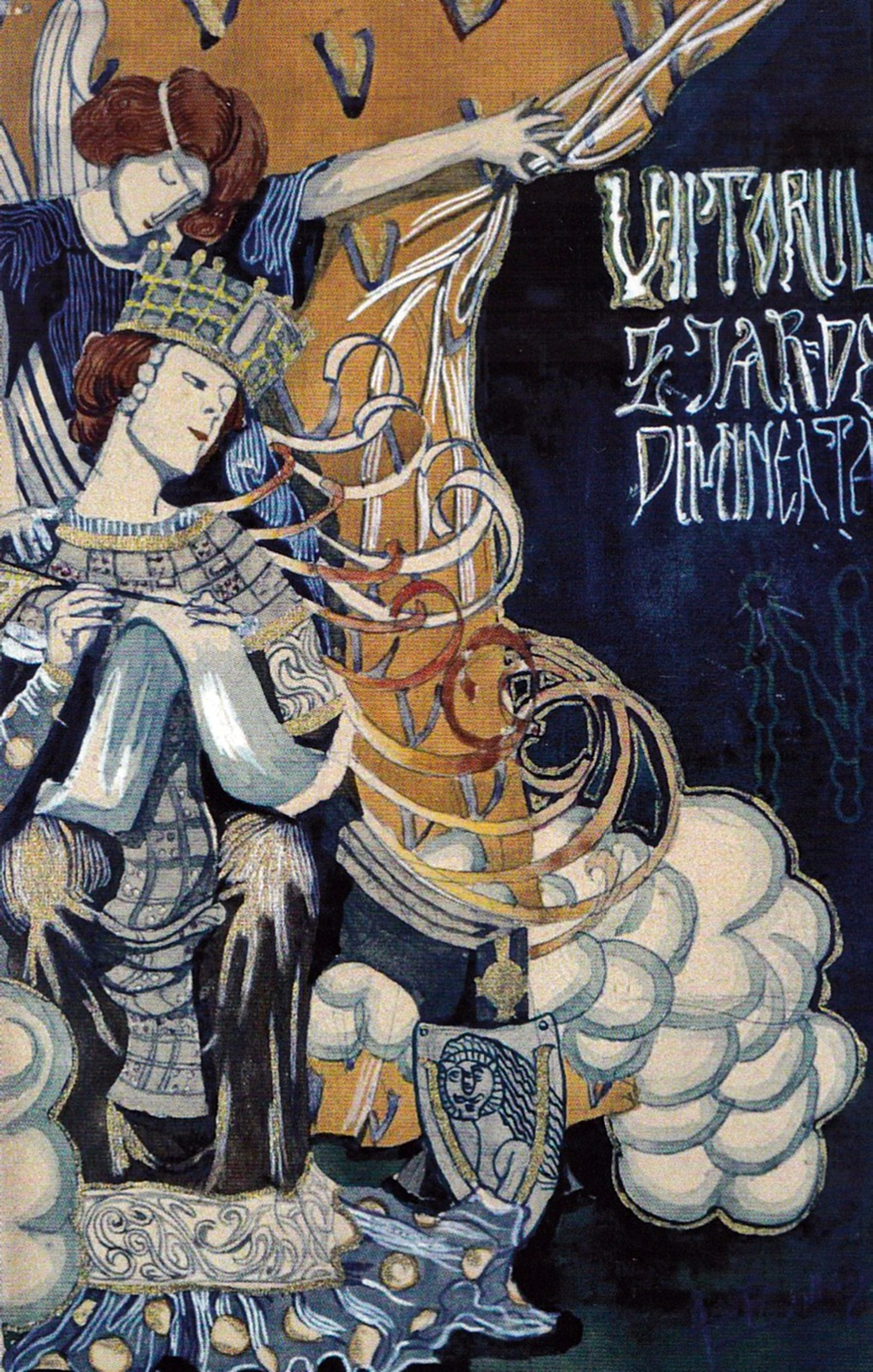
Будущее (газетная графика).

## Дополнения
- Biographie в Румынской академической библиотеке, Бухарест.
- Работы Апкара Балтазара на портале artnet